# Temnothorax lagrecai
Temnothorax lagrecai is een mierensoort uit de onderfamilie van de Myrmicinae. De wetenschappelijke naam van de soort is voor het eerst geldig gepubliceerd in 1964 door Baroni Urbani.